# St. Pölten
St. Pölten este un oraș în Austria, capitala statului federal Austria Inferioară. La recensământul din 2001 au fost înregistrați 49.121 locuitori.

## Istoric
Orașul a fost până la sfârșitul Evului Mediu posesiune a Episcopiei de Passau. În anul 1481 episcopul Friedrich Mauerkircher a dat orașul drept garanție regelui maghiar Matia Corvinul, care l-a transformat într-unul din cele mai importante puncte strategice ale sale din Austria Inferioară, în contextul conflictului său cu împăratul Frederic al III-lea.
În anul 1984 a început dezbaterea publică privind mutarea reședinței landului Austria Inferioară de la Viena într-unul din orașele landului (Viena are ea însăși statutul de land federal). 56% din cetățenii cu drept de vot din Austria Inferioară s-au pronunțat la referendumul desfășurat pe 1 și 2 martie 1986 pentru o capitală regională separată. Sankt Pölten a întrunit cu 45% majoritatea opțiunilor, impunându-se astfel înaintea orașelor Krems (29%), Baden (8%), Tulln an der Donau (5%) și Wiener Neustadt (4%). Astfel pe 10 iulie 1986 orașul Sankt Pölten a devenit în mod oficial capitala Austriei Inferioare.